# Kertitörpe-rendezés
A kertitörpe-rendezés (angolul gnome sort) egy tömb elemeinek sorba rendezésére szolgáló algoritmus. Az algoritmust először Dr. Hamid Sarbazi-Azad, a Sharif University of Technology Számítástechnikai tanszékének professzora publikálta 2000-ben, és ő nevezte el „buta rendezés”-nek;
ám ezt később Dick Grune keresztelte el „kertitörpe-rendezésnek”, mivel az algoritmus menete őt arra emlékeztette, ahogy egy kerti törpe rendezné a virágcserepek egy sorát.
Hasonlít a beszúrásos rendezésre, azonban az elemek a buborékrendezésre emlékeztető módon, sorozatos cserék után kerülnek a helyükre. Elve egyszerű, nem használ beágyazott ciklusokat. Várható végrehajtási ideje O(n²), de O(n)-hez közelít, ha az elemek már közel sorrendben vannak, azaz a sorozat „majdnem” rendezett.
Az algoritmus megkeresi az első olyan helyet, ahol két egymást követő elem rossz sorrendben van, és megcseréli őket. Ha egy ilyen csere után rossz sorrend keletkezik, az csak közvetlenül a legutolsó csere előtt lehet, így ezt is ellenőrizzük. Csere után ismét ellenőrzés következik, ezért a cserék addig folytatódnak, amíg az elem a megfelelő helyre nem kerül.

## Példakód
Egy C-nyelven írt példakód:
```
#include
 
<stdio.h>
  // printf, ...

#include
 
<stdlib.h>
 // malloc, free, rand, ...

#include
 
<time.h>
   // time, ...

const
 
int
 
N
 
=
 
10
;
 
// tömb elemszáma (teszteléshez!)

const
 
int
 
maxNumber
 
=
 
100
;
 
// legnagyobb lehetséges szám (teszteléshez!)

// array -> mutató a tömbre

// n -> tömb elemszáma

void
 
gnome_sort
(
 
int
 
*
array
,
 
int
 
n
 
)
 
{

    
int
 
i
 
=
 
0
;

    
while
(
i
 
<
 
n
-1
)
 
{

        
if
(
 
array
[
i
]
 
<=
 
array
[
i
+
1
]
 
)
 
i
++
;
  
// ha jó a sorrend: index növelése

        
else
 
{

            
int
 
tmp
 
=
 
array
[
i
];
	   
// i. és i+1. elem cseréje

            
array
[
i
]
 
=
 
array
[
i
+
1
];

            
array
[
i
+
1
]
 
=
 
tmp
;

            
if
(
--
i
 
<
 
0
)
 
i
 
=
 
0
;
     
// index csökkentése

        
}

    
}

}

int
 
main
(
void
)
 
{

    
int
 
i
;

    
srand
(
time
(
NULL
));

    
int
 
*
a
 
=
 
(
int
*
)
malloc
(
sizeof
(
int
)
 
*
 
N
);
 
// hely foglalása a tömbhöz

    
if
(
a
 
==
 
NULL
)
 
{
 
// egy kis hibakezelés

        
perror
(
"Memory error"
);

        
return
 
1
;

    
}

    
// feltöltjük a tömböt véletlenszerű elemekkel

    
for
(
i
 
=
 
0
;
 
i
 
<
 
N
;
 
i
++
)
 
{

        
a
[
i
]
 
=
 
rand
()
%
maxNumber
;

    
}

    
// rendezzük

    
gnome_sort
(
a
,
 
N
);

    
// kiíratjuk

    
for
(
i
 
=
 
0
;
 
i
 
<
 
N
;
 
i
++
)
 
printf
(
"a[%d] = %d
\n
"
,
 
i
,
 
a
[
i
]);

    
free
(
a
);
 
// lefoglalt terület felszabadítása

    
return
 
0
;

}

```